# 피타고라스 체
체론에서, 피타고라스 체(Πυθαγόρας體, 영어: Pythagorean field)는 제곱수들의 합이 제곱수인 체이다.

## 정의
체 {\displaystyle K}의 원소 가운데 일부는 유한 개의 제곱수들의 합으로 나타낼 수 있고, 일부는 유한 개의 제곱수들의 합으로 나타낼 수 없다. {\displaystyle a\in K}를 제곱수들의 합으로 나타낼 때 필요한 최소 개의 제곱수의 수를 {\displaystyle P(a)}라고 쓰자.
{\displaystyle p(a)=\min _{A\subseteq K}^{\sum _{b\in A}b^{2}=b}|A|\in \mathbb {N} \cup \{\infty \}}
체 {\displaystyle K}의 피타고라스 수(Πυθαγόρας數, 영어: Pythagorean number) {\displaystyle p(K)}는 {\displaystyle K}의 원소에 대하여, 위 함수의 최댓값이다.
{\displaystyle p(K)=\max _{a\in K}p(a)\in \mathbb {N} \cup \{\infty \}}
즉, 피타고라스 수가 유한한 체 {\displaystyle K}에서, 모든 제곱수의 합은 {\displaystyle p(K)}개 이하의 제곱수들의 합으로 나타낼 수 있다.
피타고라스 수가 1인 체를 피타고라스 체(Πυθαγόρας體, 영어: Pythagorean field)라고 한다. 즉, 피타고라스 체는 제곱수들의 집합이 덧셈에 대하여 모노이드를 이루는 체이다. 즉, 다음 조건이 성립하면 {\displaystyle K}를 피타고라스 체라고 한다.
{\displaystyle \forall a,b\in K\exists c\in K\colon a^{2}+b^{2}=c^{2}}
기하학적으로, 이는 피타고라스의 정리와 유사하다. 즉,  만약 {\displaystyle K\subseteq \mathbb {R} }라면, 직각 삼각형에서 사이에 직각이 있는 두 변의 길이가 {\displaystyle K}에 속한다면, 나머지 변도 {\displaystyle K}에 속해야 한다.
체 {\displaystyle K}의 대수적 폐포 {\displaystyle {\bar {K}}}가 주어졌다고 하자. 그렇다면 {\displaystyle {\bar {K}}} 속에, {\displaystyle K}를 포함하는 최소의 피타고라스 체 {\displaystyle K^{\operatorname {py} }}가 존재한다. 이를 {\displaystyle K}의 피타고라스 폐포(Πυθαγόρας閉包, 영어: Pythagorean closure)라고 한다.

## 성질
임의의 체 {\displaystyle K}에 대하여, 피타고라스 수와 수준 {\displaystyle s(K)} 사이에 다음과 같은 부등식이 성립한다.:261
{\displaystyle p(K)\leq s(K)+1}
모든 양의 정수 {\displaystyle n}에 대하여, 피타고라스 수가 {\displaystyle n}인 형식적 실체가 존재한다.:398
형식적 실체가 아닌 체의 경우, 피타고라스 수는 다음 세 가지 가운데 하나이다.:396
- {\displaystyle \infty }
- {\displaystyle 2^{n}\qquad n\in \mathbb {N} }
- {\displaystyle 2^{n}-1\qquad n\in \mathbb {N} }

## 예
피타고라스 수의 예는 다음과 같다.
| 체                                            | 피타고라스 수               |
| --------------------------------------------- | --------------------------- |
| 대수적으로 닫힌 체 {\displaystyle {\bar {K}}} | 1                           |
| 유한체 {\displaystyle \mathbb {F} _{q}}       | 2                           |
| 유리수체 {\displaystyle \mathbb {Q} }         | 4 (라그랑주 네 제곱수 정리) |

## 참고 문헌
1. ↑  Rajwade, A. R. (1993). 《Squares》. London Mathematical Society Lecture Note Series (영어) 171. Cambridge University Press. ISBN 0-521-42668-5. Zbl 0785.11022.
2. 1 2  Lam, Tsit-Yuen (2005). 《Introduction to quadratic forms over fields》. Graduate Studies in Mathematics (영어) 67. American Mathematical Society. ISBN 0-8218-1095-2. MR 2104929. Zbl 1068.11023.